# Cavalieri dell'Ordine di San Patrizio

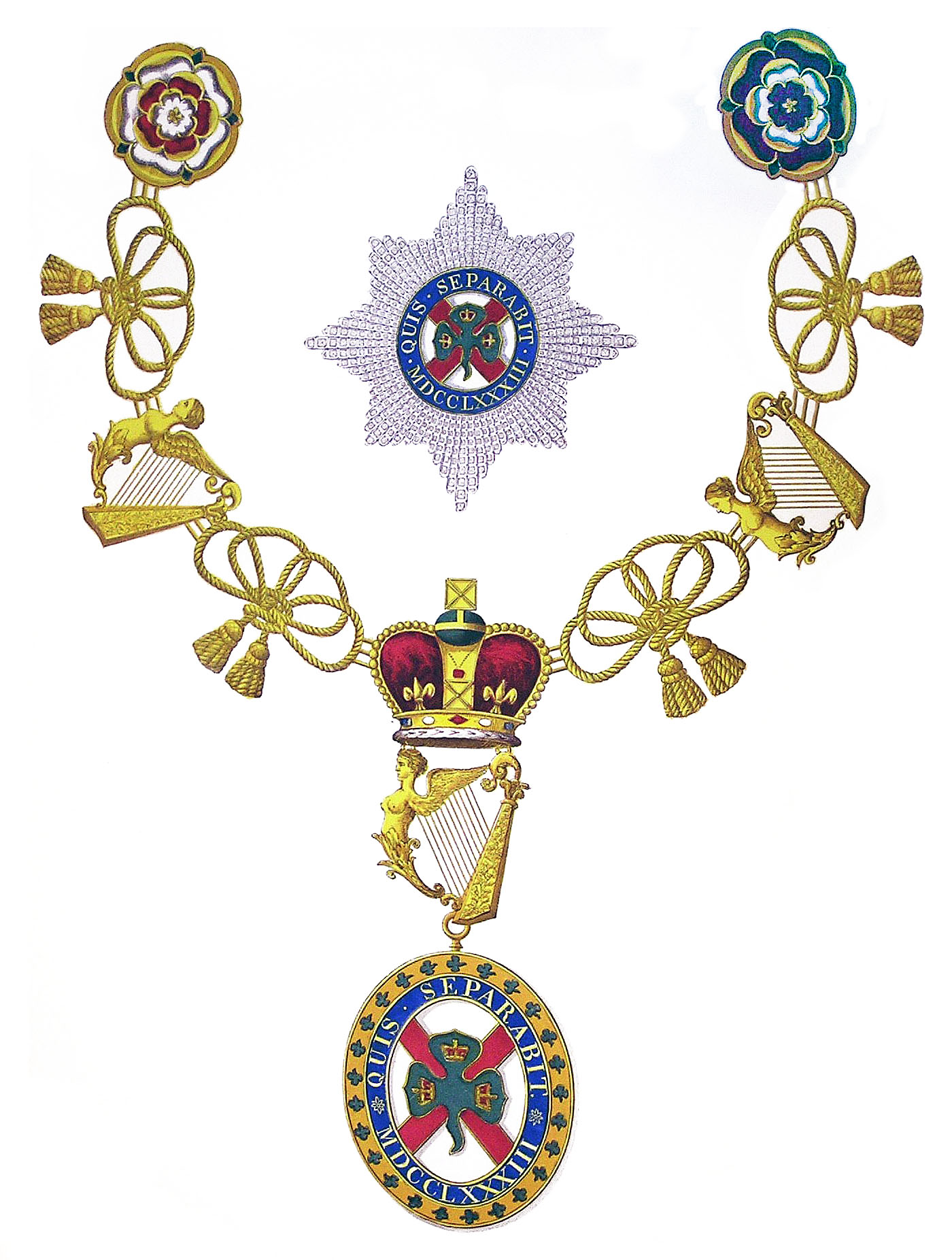
Insegna dell'Ordine di San Patrizio

L'Ordine di San Patrizio è un'onorificenza britannica associata alla corona d'Irlanda. L'Ordine venne creato nel 1783 da Giorgio III d'Inghilterra. La creazione regolare dei cavalieri iniziò perciò in quella data e difatti continuò ininterrottamente sino al 1921, anno in cui l'Irlanda divenne indipendente. L'Ordine, tecnicamente, continua a resistere ma l'ultimo cavaliere è stato creato nel 1936 e l'ultimo cavaliere vivente, il principe Enrico, duca di Gloucester, è morto nel 1974. Elisabetta II d'Inghilterra rimane ad ogni modo sovrano dell'Ordine.
La prima nomina venne ufficializzata l'11 marzo 1783 e consisteva nei 15 cavalieri fondatori, per un totale poi di 130 nomine in tutti gli anni di esistenza dell'Ordine. Il decreto originale d'istituzione (datato 5 febbraio 1783) specificava tassativamente che non ci potessero essere più di 15 cavalieri attivi per volta, ma qualcosa cambiò dal 1821 quando il successore di Giorgio III, Giorgio IV nominò altri sei cavalieri extra nel novero delle concessioni. Guglielmo IV, alla propria incoronazione il 24 gennaio 1833, nominò altri 4 cavalieri portando il numero degli aderenti al totale attuale.

## Elenco di tutti i cavalieri dell'Ordine di San Patrizio dal 1783
- Edoardo, duca di Kent e Strathearn
- William FitzGerald, II duca di Leinster
- Henry de Burgh, XII conte di Clanricarde
- Thomas Nugent, VI conte di Westmeath
- Murrough O'Brien, V conte di Inchiquin
- Charles Moore, VI conte di Drogheda
- John Butler, marchese di Ormonde
- George Beresford, I marchese di Waterford
- Richard Boyle, II conte di Shannon
- James Hamilton, II conte di Clanbrassil
- Richard Wellesley, I marchese Wellesley
- Arthur Saunders Gore, II conte di Arran
- James Stopford, II conte di Courtown
- James Caulfeild, I conte di Charlemont
- Thomas Taylour, I conte di Bective
- Henry Loftus, I conte di Ely
- John Proby, II barone Carysfort
- Charles Loftus, I marchese di Ely
- William Fortescue, I conte di Clermont
- Walter Butler, XVIII conte di Ormonde
- Charles Dillon, XII visconte di Dillon
- John Browne, III conte di Altamont
- Henry Conyngham, I conte Conyngham
- Henry Beresford, II marchese di Waterford
- Thomas Taylour, I marchese di Headfort
- Robert Jocelyn, II conte di Roden
- JohnJohn Loftus, II marchese di Ely
- Henry Boyle, III conte di Shannon
- Charles Henry St John O'Neill, I conte O'Neill
- William O'Brien, II marchese di Thomond
- Howe Peter Browne, II marchese di Sligo
- John Cole, II conte di Enniskillen
- ThomasThomas Pakenham, II conte di Longford
- Ernesto Augusto, duca di Cumberland e Teviotdale
- George Chichester, II marchese di Donegall
- Du Pre Alexander, II conte di Caledon
- Charles Chetwynd-Talbot, II conte Talbot
- James Butler, XIX conte di Ormonde
- John Brabazon, X conte di Meath
- Arthur James Plunkett, VIII conte di Fingall
- JamesJames Stopford, III conte di Courtown
- Robert Jocelyn, III conte di Roden
- Ulick de Burgh, I marchese di Clanricarde
- Francis William Caulfeild, II conte di Charlemont
- Arthur Hill, III marchese di Downshire
- Francis Mathew, II conte Landaff
- Francis Conyngham, II marchese Conyngham
- Nathaniel Clements, II conte di Leitrim
- John Hely-Hutchinson, III conte di Donoughmore
- Edmund Boyle, VIII conte di Cork e Orrery
- Thomas Southwell, III visconte Southwell
- Thomas Taylour, II marchese di Headfort
- William Hare, II conte di Listowel
- Joseph Leeson, IV conte di Milltown
- Philip Yorke Gore, IV conte di Arran
- Alberto di Sassonia-Coburgo-Gotha
- William Howard, IV conte di Wicklow
- William Parsons, III conte di Rosse
- Henry Beresford, III marchese di Waterford
- John FitzGibbon, II conte di Clare
- John Butler, II marchese di Ormonde
- Henry Maxwell, VII barone Farnham
- Arthur James Plunkett, IX conte di Fingall
- John Skeffington, X visconte Massereene
- Giorgio, duca di Cambridge
- Robert Carew, I barone Carew
- Richard Dawson, III barone Cremorne
- Archibald Acheson, III conte di Gosford
- Frederick Stewart, IV marchese di Londonderry
- George Forbes, VII conte di Granard
- Hugh Gough, I visconte Gough
- George Chichester, III marchese di Donegall
- Arthur Hill, IV marchese di Downshire
- Richard Boyle, IX conte di Cork
- Frederick Hamilton-Temple-Blackwood, V barone Dufferin e Claneboye
- Charles Brownlow, II barone Lurgan
- James Caulfeild, III conte di Charlemont
- Edwin Wyndham-Quin, III conte di Dunraven e Mount-Earl
- Henry Moore, III marchese di Drogheda
- Alberto Edoardo, principe del Galles
- John Beresford, V marchese di Waterford
- John Crichton, III conte Erne
- Richard Bourke, VI conte di Mayo
- Arthur, duca di Connaught e Strathearn
- Granville Proby, IV conte di Carysfort
- Archibald Acheson, IV conte di Gosford
- Mervyn Wingfield, VII visconte Powerscourt
- Thomas Southwell, IV visconte Southwell
- Robert Carew, II barone Carew
- Valentine Browne, IV conte di Kenmare
- William Hare, III conte di Listowel
- William Proby, V conte di Carysfort
- George Vane-Tempest, V marchese di Londonderry
- Windham Wyndham-Quin, IV conte di Dunraven e Mount-Earl
- William Montagu, VII duca di Manchester
- Henry Dawson-Damer, III conte di Portarlington
- Alfredo di Sassonia-Coburgo-Gotha
- Thomas O'Hagan, I barone O'Hagan
- Chichester Parkinson-Fortescue, I barone Carlingford
- William St Lawrence, IV conte di Howth
- Luke White, II barone Annaly
- Thomas Rice, II barone Monteagle di Brandon
- Garnet Wolseley, I visconte Wolseley
- Thomas Taylour, III marchese di Headfort
- Alberto Vittorio, duca di Clarence e Avondale
- James Butler, III marchese di Ormonde
- John Crichton, IV conte Erne
- Edward Leeson, VI conte di Milltown
- Francis Needham, III conte di Kilmorey
- Lawrence Parsons, IV conte di Rosse
- Edoardo di Sassonia-Weimar-Eisenach
- William Pery, III conte di Limerick
- Edward O'Brien, XIV barone Inchiquin
- Frederick Lambart, IX conte di Cavan
- Edward Guinness, I barone Iveagh
- James Alexander, IV conte di Caledon
- Giorgio, duca di York
- Frederick Roberts, I barone Roberts
- Arthur Gore, V conte di Arran
- Charles Bingham, IV conte di Lucan
- James Bernard, IV conte di Bandon
- Luke Dillon, IV barone Clonbrock
- Thomas Pakenham, V conte di Longford
- Henry Beresford, VI marchese di Waterford
- Lowry Cole, IV conte di Enniskillen
- Dudley FitzGerald-de Ros, XXIV barone de Ros
- Dermot Bourke, VII conte di Mayo
- Reginald Brabazon, XII conte di Meath
- Bernard FitzPatrick, II barone Castletown
- William James Pirrie, I barone Pirrie
- Bernard Forbes, VIII conte di Granard
- Arthur Gore, VI conte di Arran
- Anthony Ashley-Cooper, IX conte di Shaftesbury
- Horatio Kitchener, I visconte Kitchener
- Edward Ponsonby, VIII conte di Bessborough
- Richard Hely-Hutchinson, VI conte di Donoughmore
- Mervyn Wingfield, VIII visconte Powerscourt
- St John Brodrick, I visconte Midleton
- Frederick Lambart, X conte di Cavan
- John French, I visconte French
- Geoffrey Browne, III barone Oranmore e Browne
- Hamilton Cuffe, V conte di Desart
- James Hamilton, III duca di Abercorn
- Edoardo, principe di Galles
- Enrico, duca di Gloucester
- Alberto Federico Arturo Giorgio, duca di York